# Moravia (pueblo)
Moravia es un pueblo ubicado en el condado de Cayuga en el estado estadounidense de Nueva York. En el año 2000 tenía una población de 4.040 habitantes y una densidad poblacional de 53.8 personas por km².

## Demografía
Según la Oficina del Censo en 2000 los ingresos medios por hogar en la localidad eran de $38,081, y los ingresos medios por familia eran $43,493. Los hombres tenían unos ingresos medios de $32,919 frente a los $23,264 para las mujeres. La renta per cápita para la localidad era de $16,847. Alrededor del 8.7% de la población estaban por debajo del umbral de pobreza.